# Aleochara villosa

Aleochara villosa  (лат.) — вид коротконадкрылых жуков из подсемейства Aleocharinae. Евразия, Северная Америка.

## Распространение
Палеарктический вид (Европа, Сибирь), интродуцированный в Северную Америку. Канада (Альберта, Британская Колумбия, Квебек, Саскачеван), США (Аляска, Вашингтон, Калифорния, Орегон). До высоты 3230 м.

## Описание
Мелкие коротконадкрылые жуки, длина тела 3,0—5,0 мм. Голова поперечная. Основная окраска тёмно-коричневая, почти чёрная. Опушение коричневое. Тело плотно пунктированное. Усики 11-члениковые. Передние, средние и задние лапки 5-члениковые (формула 5-5-5). Нижнечелюстные щупики состоят из 4 члеников (с 5-м псевдосегментом), а нижнегубные — из 3 (с 4-м псевдосегментом). Активны c февраля по сентябрь.
Вид был впервые описан в 1830 году, а его валидный статус подтверждён в 2016 году канадскими энтомологами Яном Климашевским (Jan Klimaszewski; Laurentian Forestry Centre, Онтарио, Канада) и Дэвидом Ларсоном (David J. Larson).